# 生野 (海防艦)
生野 （いくの）は、日本海軍の海防艦。鵜来型海防艦の11番艦。太平洋戦争を生き延びて復員輸送に従事した後、1947年に賠償艦としてソ連に引き渡された。艦名は、広島県の生野島にちなむ。

## 起工までの経緯
改⑤計画の海防艦、第5251号艦型の10番艦、仮称艦名第5260号艦として計画。未起工艦のうち日立造船に建造が割り当てられていた艦は通称「日振型」として建造されることになるが、マル急計画艦と異なり掃海具を装備せずに九四式爆雷投射機と三型爆雷装填台を1基ずつ増備する変更がされた。

## 艦歴

### 起工-竣工-訓練
1945年（昭和20年）1月3日、浦賀船渠で起工。8日、「生野」と命名され鵜来型に分類されて同級の11番艦に定められる。3月3日、艤装員事務所を設置し、艤装員長に榛澤精男少佐が着任。11日、進水。4月5日、艤装員長が松村總一郎少佐に交代し、松村少佐は伊唐艤装員長との兼務となる。30日、伊唐の竣工に伴い生野艤装員長は欠員となる。5月4日、艤装員長に二瓶甲少佐が着任。7月17日竣工。二瓶少佐（生野艤装員長）は生野海防艦長となる。同日附で、生野艤装員事務所は撤去された。本籍を佐世保鎮守府籍に定められ、佐世保鎮守府警備海防艦となり舞鶴鎮守府部隊第五十一戦隊に編入された。
生野は日本海軍の海防艦の中で最後に竣工した艦となり、竣工が終戦1か月前だったため実戦部隊には編入されず、訓練未了のまま8月15日の終戦を横須賀で迎えた。9月15日、生野は帝国海防艦籍から除かれ、10月21日より復員輸送を開始。

### 特別輸送艦
1945年（昭和20年）12月1日、第二復員省の開庁に伴い、佐世保地方復員局所管の特別輸送艦に定められ、小笠原諸島、グアム島、トラック、釜山、上海方面の海外将兵、邦人の引揚げ輸送に従事。
1946年（昭和21年）9月5日、特別保管艦に指定。
1947年（昭和22年）7月29日、ナホトカにて駆逐艦初桜、桐、海防艦海第52号、海第78号、海第79号、海第142号、海第221号とともにソ連に引き渡され、同日附で特別輸送艦の定めを解かれた。

### ソ連海軍時代
ソ連では、「護衛艦」を意味する「EK」の略号を与えられ、8月26日にEK-41(ЭК-41エーカー・ソーラク・アディン)の艦名で太平洋艦隊に編入された。10月にウラジオストクに回航。
1947年から1948年にかけて改装作業を受けて類別を標的艦（корабль цель）に変更し、艦名をTsL-41（ЦЛ-41ツェエール・ソーラク・アディン）と改めた。
1949年6月17日には類別を海洋観測艦に変更され、艦名も「軸」という意味のヴァル（ロシア語:Валヴァル）と改められた。
1949年1月にはソ連海軍総司令部作戦局により、各旧日本艦の再兵装案が作成された。計画されたヴァルの再兵装案は以下の通りである。
- B-34型100mm単装砲1基
- 70K型37mm単装機銃4基
- BMB-1型爆雷投射機2基

しかし改造費用が多額になること、造船所の整備対応能力が欠けていたことから造船省の首脳部が旧日本艦の工事を拒否し、艦政局も本格的な改造を諦めて最低限の工事を施すことにした。1952年5月、ソ連海軍総司令官ニコライ・クズネツォフ中将は1949年5月12日付けの各旧日本艦の再兵装案を承認した。計画されたヴァルの再兵装案は以下の通りである。
- V-11型37mm連装機銃3基もしくは70K型37mm単装機銃6基
- Fakel-M型識別装置
- MDSH型発煙筒20個（有事搭載）
- R-644型短波受信機
- R-671型短波受信機
- R-673型全周波受信機
- R-609型超短波受信機

1951年から1954年にかけてウラジオストクの第90船舶修理工場で再整備作業を受け、1954年第一次太平洋観測派遣隊に配属。その後、1961年6月1日に退役し、解体のため資金資産局へ引き渡された後、解体された。

## 海防艦長/艦長
艤装員長
1. 榛澤精男 少佐：1945年3月3日[4] - 1945年4月5日
2. （兼）松村總一郎 少佐：1945年4月5日[5] - 1945年4月30日[6]（本職：伊唐艤装員長）、以後5月4日まで艤装員長の発令無し。
3. 二瓶甲 少佐：1945年5月4日[7] - 1945年7月17日

海防艦長
1. 二瓶甲 少佐/中佐：1945年7月17日[8] - 1945年11月25日
2. 赤堀次郎 中佐/第二復員官/第二復員事務官/復員事務官：1945年11月25日[9] - 艦長 1945年12月1日 - 1946年9月1日
3. （兼）山名寛雄 復員事務官：1946年9月1日- 1947年7月29日（神津艦長を兼務）